# La Bouche
La Bouche – niemiecki zespół muzyczny założony w 1994 roku we Frankfurcie nad Menem przez Franka Fariana. W skład zespołu wchodzą: Lane McCray i Belle Johnson.
W skład pierwszego składu zespołu wchodzili Amerykanie Melanie Thornton i Lane McCray. Przed założeniem La Bouche Thornton pracowała w Niemczech jako wokalistka studyjna, a McCray odbywał służbę w siłach powietrznych. W 1995 roku zespół wydał album Sweet Dreams, która sprzedała się w nakładzie ośmiu milionów egzemplarzy. Album osiągnął status platynowej płyty w Stanach Zjednoczonych oraz złotej w: Niemczech, Szwajcarii, Francji i Polsce. Z debiutanckiego albumu pochodzą single: „Sweet Dreams”, „Be My Lover”, „Fallin' In Love” i „I Love To Love”.
W 1997 roku ukazał się drugi album pt. A Moment of Love (w Stanach Zjednoczonych wydany pod tytułem S.O.S.). W 2000 roku Thornton odeszła z zespołu. Nową wokalistką została Natascha Wright.
Po odejściu z zespołu Thornton rozpoczęła karierę solową. W 2001 roku wydała album Ready To Fly. 24 listopada 2001 roku wokalistka zginęła w katastrofie lotniczej.
W 2002 roku McCray rozpoczął pracę nad debiutanckim albumem solowym. Ostatecznie album nigdy nie został wydany. Na cześć Thornton w pierwszą rocznicę jej śmierci został wydany singel „In Your Life”.
Po 2001 roku dochodziło do częstych zmian wokalistek. W La Bouche śpiewały: Dana Rayne, Kayo Shekoni (związana z Le Click), Kim Sanders (związana z Culture Beat), Sophie Caire, Nicole Arz.

## Albumy studyjne
- 1995 – Sweet Dreams[1]
- 1997 – A Moment Of Love (w USA znany jako S.O.S)[1]